# Mereto di Tomba
Mereto di Tomba là một đô thị ở tỉnh Udine trong vùng Friuli-Venezia Giulia thuộc Ý, có cự ly khoảng 80 km về phía tây bắc của Trieste và khoảng 15 km về phía tây của Udine. Tại thời điểm ngày 31 tháng 12 năm 2004, đô thị này có dân số 2.759 người và diện tích là 27,4 km².
Đô thị Mereto di Tomba có các frazioni (đơn vị cấp dưới, chủ yếu là các làng) Pantianicco, Plasencis, Tomba, San Marco, và Savalons.
Mereto di Tomba giáp các đô thị: Basiliano, Codroipo, Coseano, Fagagna, San Vito di Fagagna, Sedegliano và Pasian di Prato.